# Konwój HG-76
Konwój HG-76 – brytyjski konwój morski z okresu II wojny światowej. Wypłynął z Gibraltaru 14 grudnia 1941 roku, kierując się do Wielkiej Brytanii. 16 grudnia został wykryty przez Niemców. W następnych dniach eskorta konwoju, dowodzona przez komandora Frederica J. Walkera i wsparta samolotami lotniskowca eskortowego „Audacity” stoczyła w jego obronie bitwę z wilczym stadem U-Bootów i bombowcami dalekiego zasięgu Fw 200 Condor. Do 23 grudnia, za cenę utraty dwóch okrętów i dwóch statków, zatopiono cztery U-Booty, piąty został zniszczony przez patrol niszczycieli z Gibraltaru.
Obrona konwoju HG-76 jest uważana za pierwsze znaczące alianckie zwycięstwo w bitwie o Atlantyk.

## Siły przeciwników
14 grudnia w brytyjskiej bazie morskiej w Gibraltarze sformowany został kolejny konwój płynący na Wyspy Brytyjskie, oznaczony HG-76 (HG – Homeward from Gibraltar). Tworzyły go 32 statki (w tym jeden CAM-ship), w części załadowane towarami strategicznymi (węgiel, ruda żelaza i inne), w części płynące pod balastem. Komodorem konwoju był emerytowany wiceadmirał Royal Navy, sir Raymond Fitzmaurice, który podniósł swą flagę na statku „Spero”. Konwój otrzymał silną eskortę. Jej podstawową część stanowiła 36. Grupa Eskortowa komandora Frederica „Johnny'ego” Walkera w składzie: slupy „Stork” (okręt flagowy Walkera) i „Deptford” oraz korwety „Convolvulus”, „Gardenia”, „Marigold”, „Pentstemon”, „Rhododendron”, HMS „Samphire” i „Vetch” (wszystkie typu Flower). Uzupełniały ją: lotniskowiec eskortowy „Audacity” (dowódca komandor porucznik Douglas W. MacKendrick, formalnie nie podlegający dowództwu Walkera) mający na pokładzie cztery myśliwce Martlet; niszczyciele „Stanley” (ex-amerykański „czterofajkowiec” przystosowany do roli niszczyciela eskortowego), „Blankney” i „Exmoor” (oba typu Hunt); slupy „Black Swan” i „Fowey” oraz, w pierwszej fazie rejsu, korwety typu Flower „Carnation”, „Jonquil” i „La Malouine”. Ponadto w dniach 15 i 16 grudnia eskortę wzmacniały: niszczyciel „Hesperus” oraz korwety „Campion” i „Coltsfoot”, a na planowaną trasę konwoju wysłano w awangardzie grupę poszukiwawczą złożoną z czterech niszczycieli: australijskiego „Nestor” oraz brytyjskich „Croome”, „Foxhound” i „Gurkha”.
O wyjściu w morze konwoju zmierzającego do Wielkiej Brytanii kwatera główna admirała Karla Dönitza dowiedziała się od agentów mających pod stałą obserwacją bazę w Gibraltarze. W reakcji Befehlshaber der U-Boote postawił w stan gotowości okręty podwodne tworzące wilcze stado o nazwie Seeräuber. Tworzyły je: U-67 (dowódca kapitan Günther Müller-Stöckheim), U-107 (porucznik Harald Gelhaus), U-108 (komandor podporucznik Klaus Scholtz), U-127 {komandor podporucznik Bruno Hansmann), U-131 (komandor podporucznik Arendt Baumann), U-434 (kapitan Wolfgang Heyda) i U-574 (porucznik Dietrich Gengelbach). Gdy konwój został wykryty przez zdążający na Morze Śródziemne U-74, który jednak nie zdołał zająć odpowiedniej pozycji do ataku, okręty wilczego stada zostały rozciągnięte w linię dozoru na przypuszczalnej trasie alianckiego zespołu. Ocean na przypuszczalnej trasie konwoju patrolowały również samoloty Fw 200 Condor z KG 40 bazującej w okupowanej Francji.

## Przebieg bitwy konwojowej
15 – 18 grudnia

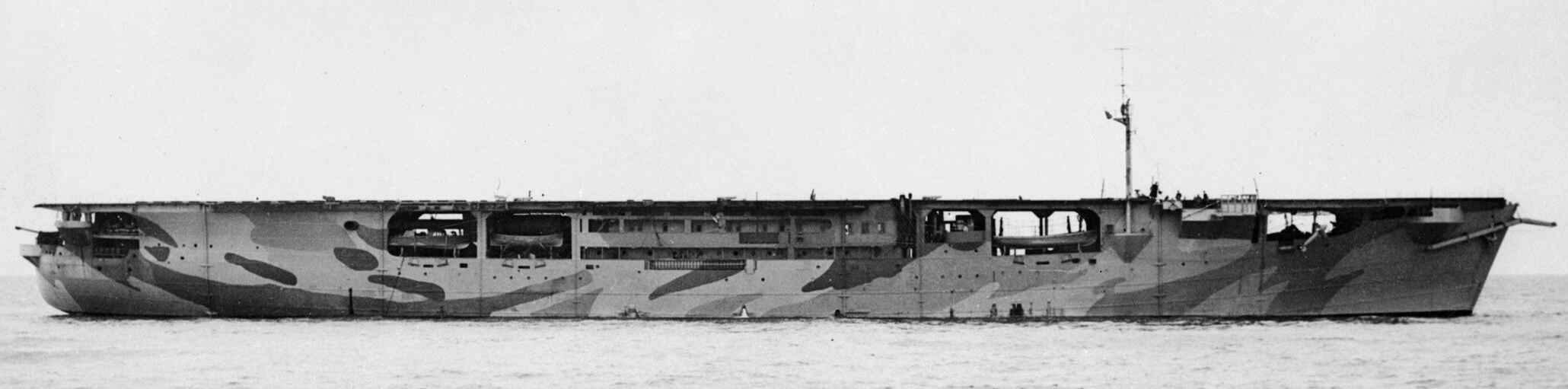
Lotniskowiec eskortowy „Audacity”

Wieczorem 15 grudnia płynący w awangardzie konwoju australijski niszczyciel „Nestor” wykrył i ostrzelał z dział płynący na powierzchni U-127. Gdy okręt podwodny zanurzył się, został obrzucony bombami głębinowymi i po wtórnej eksplozji zatonął wraz z całą załogą. W tym czasie konwój płynął niewykryty. Niemcy natknęli się na ugrupowanie alianckich statków dopiero późnym popołudniem 16 grudnia, gdy HG-76 został zauważony przez obserwatorów z U-131 i jego dowódca niezwłocznie zameldował o tym do kwatery głównej. Nocą U-131 wynurzył się w środku konwoju, pozostając niezauważonym dla statków i okrętów eskorty. Dzięki jego meldunkom Dönitz mógł opracować plan ataku, polegający na wyprzedzeniu konwoju i uderzeniu o świcie, przy spodziewanym równoczesnym ataku bombowców dalekiego zasięgu. Niemieckie komunikaty zostały przechwycone i przekazane szyfrantom z Bletchley Park, co pozwoliło alianckim dowódcom przygotować kontrakcję.
O świcie 17 grudnia Martlety z „Audacity” rozpoczęły patrolowanie otoczenia konwoju. O 9.25 jeden z nich wykrył i zmusił do zanurzenia U-131. Przeciwko niemu od strony konwoju skierowały się „Stork”, „Stanley”, „Blankney”, „Exmoor” i korweta „Pentstemon”. Ta ostatnia wykryła płynącego w zanurzeniu U-Boota i celnie obrzuciła bombami głębinowymi. Ich eksplozje spowodowały poważne uszkodzenia na U-131, który po półtorej godziny został zmuszony do wypłynięcia na powierzchnię. Zauważony przez obserwatorów na „Stanleyu” próbował ujść, a jego artylerzyści zestrzelili atakujący ich myśliwiec Martlet, pilotowany przez podporucznika George'a R. P. Fletchera. Jednak, mając przeciwko sobie cztery nieprzyjacielskie jednostki, dowódca U-131, komandor Baumann, wydał rozkaz opuszczenia i zatopienia okrętu. Wszyscy Niemcy zostali wzięci do niewoli przez „Exmoora” i „Stanleya”, „Stork” zaś wyłowił z wody ciało poległego pilota, który został następnie pochowany z pełnym morskim ceremoniałem. Po południu wszystkie biorące udział w pościgu jednostki powróciły do konwoju. W ślad za nimi w jego pobliże dotarł U-434.
O 9.06 rankiem 18 grudnia znajdujący się na powierzchni U-434 został zauważony przez obserwatorów na „Stanleyu”. Ten natychmiast ruszył w pościg, do którego dołączyły „Blankney”, „Exmoor” oraz „Deptford”. „Stanley” i „Blankney” obrzuciły miejsce zanurzenia się przeciwnika oraz wykryty kontakt seriami bomb głębinowych, po których poważnie uszkodzony U-Boot został zmuszony do wynurzenia. Kapitan Heyda nakazał opuszczenie jednostki (rozkazowi nie podporządkował się pierwszy oficer, który do zatonięcia okrętu prowadził ogień z karabinu maszynowego), która została jeszcze staranowana przez „Blankneya”. Z tego ostatniego opuszczono łódź z grupą abordażową, jednak przed jej wejściem na pokład eksplodowały ładunki na U-434, powodując jego natychmiastowe zatonięcie. 42 z 46 członków załogi U-Boota trafiło do niewoli.
Przed południem tego samego dnia dwa usiłujące zaatakować statki konwoju samoloty Fw 200 zostały odpędzone przez myśliwce z „Audacity”. Po południu od eskorty odłączyły się i skierowały do Gibraltaru: uszkodzony przy próbie taranowania U-434 „Blankney” oraz „Exmoor”, któremu brakowało paliwa. Malejąca liczba okrętów eskorty zmusiła komandora Walkera do rezygnacji z zewnętrznego pierścienia osłony i skupienia swych sił w pobliżu chronionych statków. Wieczorem obserwatorzy na „Pentstemonie” zauważyli i zmusili do zanurzenia próbujący ataku U-107, zaś na „Convolvulusie” wykryto U-67, który zaatakował korwetę niecelną torpedą, a w rewanżu został równie nieskutecznie obrzucony bombami głębinowymi.
19 grudnia
Nocą z 18 na 19 grudnia na pozycję do ataku na konwój wyszedł U-574. Około 3.45 jego dowódca najpierw próbował zaatakować torpedami „Storka”, ale zrezygnował po zwrocie okrętu przeciwnika. Zaraz potem wystrzelił trzy torpedy do „Stanleya” z dystansu nieco przekraczającego 1000 metrów. Dwie z nich trafiły, powodując eksplozję w dziobowej części kadłuba i natychmiastowe zatonięcie niszczyciela. Na „Storku” zauważono w świetle wybuchu wynurzonego U-574 i, po zapędzeniu go pod wodę, obrzucono celnie bombami głębinowymi. Uszkodzony U-Boot musiał się wynurzyć, a jego dowódca próbował ucieczki na powierzchni. Po serii uników został ostatecznie staranowany przez brytyjski slup, a następnie obłożony kolejną serią bomb głębinowych, które go zatopiły. „Stork”, do którego później dołączyła korweta „Samphire”, uratowały łącznie 28 członków załogi „Stanleya” (jeden z marynarzy zmarł wkrótce po uratowaniu) oraz 18 Niemców (zginęło 26 dalszych).
Lukę, która powstała w kordonie eskorty po zatopieniu „Stanleya” i zaatakowaniu U-574 przez „Storka” wykorzystał dowódca U-108, as wojny podwodnej Klaus Scholtz. Już wcześniej podejmował bezskuteczne próby ataków, po których pozostały mu w zapasie tylko dwie torpedy. O 6.15 wystrzelił je w kierunku brytyjskiego frachtowca „Ruckinge” (2869 BRT), trafiając go i powodując poważne uszkodzenia. Zginęło trzech członków załogi statku, pozostali w panice opuścili jednostkę, pozostawiając na niej tajne dokumenty. Zabrała je później obsada łodzi ratunkowej z korwety „Samphire”, która weszła na pokład, zbadała stan statku i sprawdziła, czy nikt żywy na nim nie pozostał. Następnie korweta zatopiła „Ruckinge” ogniem artyleryjskim. Rozbitków podjęły amerykański frachtowiec „Finland” oraz „Stork”.
Około południa nad konwój nadleciały bombowce dalekiego zasięgu Fw 200 Condor. Dwa z nich zostały zestrzelone przez pilotów z „Audacity”: podporuczników Erica Browna i H. E. Williamsa. Wieczorem jeden z patrolujących Martletów wykrył i zmusił do zanurzenia U-107. Po otrzymaniu wiadomości o U-Boocie płynącym w odległości około 15 mil morskich na lewo od konwoju Walker wysłał na poszukiwania trzy okręty („Deptford”, „Marigold” i „Convolvulus”), jednak nie zdołały one uzyskać kontaktu i po zapadnięciu zmroku powróciły do konwoju.
20 – 21 grudnia

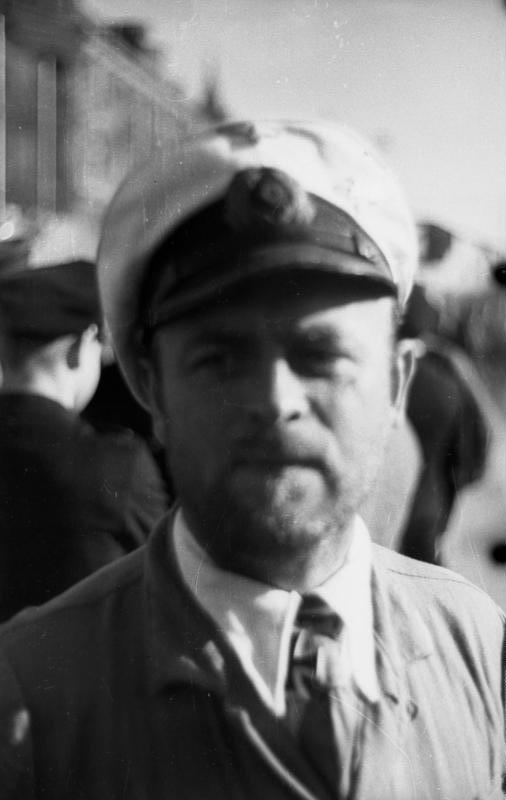
Gerhard Bigalk, St. Nazaire, 15 czerwca 1942

20 grudnia minął stosunkowo spokojnie. Rano myśliwce odpędziły niemiecki bombowiec Condor, następnie skutecznie utrzymywały U-Booty z dala od konwoju, który po otrzymaniu wiadomości o wykryciu dwóch okrętów podwodnych przeciwnika przed czołem zmienił kurs i zdołał uniknąć ataku. W nocy U-107 wystrzelił trzy niecelne torpedy w kierunku jednego z eskortowców, być może „Storka”.
Następnego dnia piloci myśliwców kilkakrotnie meldowali o wykryciu U-Bootów na trasie konwoju, jednak wszystkie próby skierowania przeciwko nim okrętów eskorty kończyły się niczym. Po południu siły niemieckie zostały wzmocnione przez trzy kolejne jednostki płynące z baz we Francji: U-71 (kapitan Walter Flachsenberg), U-567 (kapitan Engelbert Endrass) oraz U-751 (kapitan Gerhard Bigalk). Ich dowódcy otrzymali rozkaz atakowania w pierwszej kolejności lotniskowca. 
Przed nocą dowódca „Audacity”, prawdopodobnie nie chcąc ryzykować pozostawania wewnątrz konwoju co mogło go narazić na trafienie przypadkową torpedą, wbrew radom Walkera oddalił się na prawe skrzydło konwoju, na wschód. W ten sposób znalazł się na kursie nadpływających z Francji U-Bootów. O 19.23 U-567 zaatakował torpedami i zatopił norweski frachtowiec „Annavore” (3324 BRT), płynący z ładunkiem rudy żelaza. Statek błyskawicznie zatonął, pociągając za sobą 24 z 38 członków załogi. Komandor Walker nakazał wystrzelenie pocisków oświetlających i przeszukanie przez okręty eskorty strefy za rufą konwoju. W efekcie w świetle rac płynący w pobliżu „Audacity” stał się doskonale widoczny dla obserwatorów z U-751. Kapitan Gerhard Bigalk zbliżył się do celu i wystrzelił trzy torpedy, z których jedna rozerwała lewą burtę lotniskowca. Jej wybuch spowodował przerwę w dopływie energii elektrycznej, a wlewająca się do wnętrza woda zalała maszynownię. Załoga unieruchomionego okrętu przygotowywała się do jego opuszczenia. W tym czasie U-751 podpłynął na powierzchni do celu i odpalił dwie kolejne torpedy, które trafiły w część dziobową, powodując wtórną eksplozję zbiorników paliwa lotniczego i rozerwanie przedniej części kadłuba. W 10 minut później „Audacity” zatonął wraz z 73 członkami załogi, w tym dowódcą okrętu, większością obsady oficerskiej i jednym z pilotów. Pozostałych uratowały korwety „Convolvulus”, „Marigold” i „Pentstemon”.
Równocześnie inne U-Booty przypuściły zmasowany atak na konwój. Odpierający je „Deptford” złapał kontakt azdykowy i zrzucił kilka serii bomb głębinowych, po których na powierzchnię wypłynęło paliwo. Admiralicja nie uznała tego za wystarczający dowód zniszczenia przeciwnika, jednak na podstawie powojennych badań niemieckich dokumentów archiwalnych wiadomo, że tej nocy utracono kontakt z U-567 Engelberta Endrassa. Gdy „Deptford” wracał później na swą pozycję w szyku eskorty, uderzył dziobem w burtę „Storka”, nieznacznie ją uszkadzając i niszcząc kabinę, w której przetrzymywano pięciu jeńców niemieckich. Dwóch z nich zginęło.
Prowadzone przez inne U-Booty ataki nie przyniosły efektu, jeden z nich, U-67, chybił CAM-ship „Empire Darwin”, a następnie odniósł uszkodzenia w wyniku ataku korwety „Rhododendron”.
22 – 23 grudnia
22 grudnia eskorta konwoju została wzmocniona przez niszczyciele „Vanoc”, „Vanquisher” i „Witch”. Patrole nad nim rozpoczęły także bombowce B-24 Liberator, których obecność uniemożliwiła skuteczne ataki U-71 oraz U-125, odesłanego w rejon konwoju z trasy rejsu ku wybrzeżom Ameryki. Także nocą i przed świtem U-71, U-125 oraz U-751 podejmowały nieskuteczne próby ataków. Okręty eskorty kontratakowały, omal nie zatapiając U-751. Tej samej nocy załoga statku „Ogmore Castle” wpadła w panikę i, sądząc, że ich jednostka została uszkodzona, opuściła ją. Na miejsce została wysłana korweta „Convolvulus”. Ponieważ stan statku nie wskazywał na żadne uszkodzenia (prawdopodobnie został jedynie uderzony przez wyjątkowo dużą falę), ostatecznie jego załoga powróciła nań i, eskortowana przez korwetę, dołączyła do konwoju.
Wraz z nastaniem dnia i pojawieniem się nad konwojem patrolujących Liberatorów, admirał Dönitz wydał rozkaz przerwania operacji przeciwko konwojowi HG-76. U-125 podjął rejs ku wybrzeżom Ameryki, a pozostałe okręty podwodne miały powrócić do baz we Francji. Statki konwoju kontynuowały bezpiecznie swój rejs do Liverpoolu, gdzie dopłynęły w następnym tygodniu.

## Podsumowanie
Dla Karla Dönitza bitwa o konwój HG-76 była klęską. Pomimo (zawyżonych) doniesień swych dowódców o zatopieniu lotniskowca i trzech statków, straty po stronie niemieckiej były zbyt poważne: pięć zatopionych okrętów i utrata jednego z asów U-Bootwaffe, Engelberta Endrassa, a także strata dwóch Condorów. Co prawda hitlerowska propaganda „odtrąbiła sukces” w postaci zatopienia brytyjskiego lotniskowca (podawano, że chodzi o jeden z okrętów typu Illustrious) i Gerhard Bigalk został po powrocie odznaczony Krzyżem Rycerskim Żelaznego Krzyża, ale fakt pozostawał faktem: Brytyjczycy przeprowadzili bezpiecznie konwój przez linię wilczego stada.
Dla Admiralicji było to pierwsze znaczące zwycięstwo nad U-Bootami w bitwie o Atlantyk. Za zatopienie trzech okrętów podwodnych przeciwnika (do tej statystyki nie wliczono zatopionego przez „Nestora” U-127 oraz U-564, którego los poznano dopiero po zakończeniu wojny), przy utracie jedynie dwóch statków, lotniskowca eskortowego i niszczyciela, komandor Walker został w pierwszych dniach stycznia 1942 roku odznaczony Distinguished Service Order. Jego agresywna taktyka stała się podstawą dla działań przeciwpodwodnych w dalszym okresie walk na Atlantyku, a on sam stał się jednym z największych brytyjskich asów wojny z U-Bootami. Doświadczenia z bitwy o konwój HG-76 przyczyniły się również do uznania lotniskowców eskortowych za wartościowe ogniwo systemu konwojów i wypracowania skutecznej taktyki ich użycia.